# Trésor des Terreaux

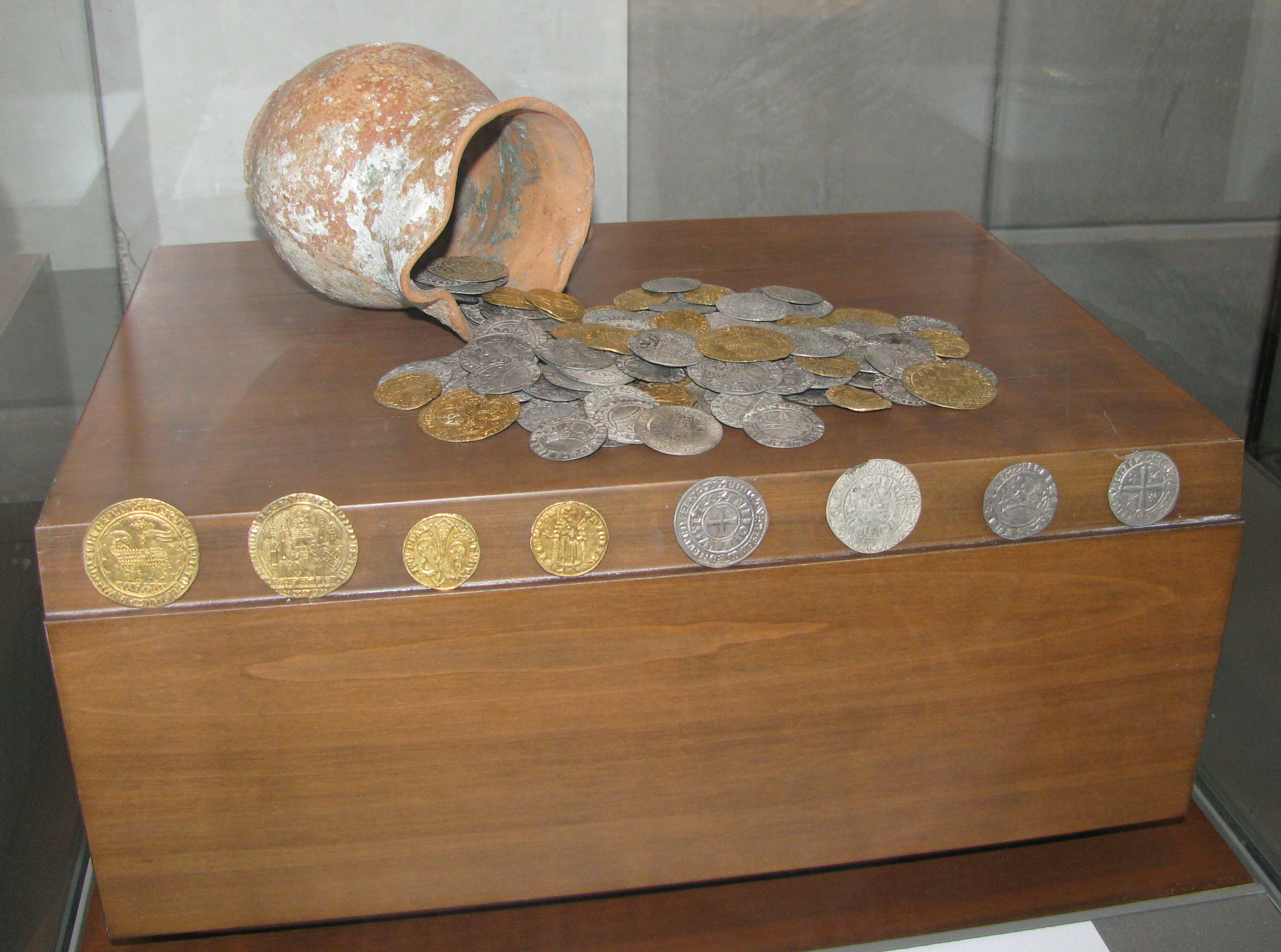
Le trésor des Terreaux, exposé au musée des Beaux-Arts, à Lyon.

Le trésor des Terreaux est un ensemble de monnaies découvert place des Terreaux à Lyon en 1993 lors de fouilles de sauvetage précédant la construction d'un parking souterrain.

## Description
Il contient 543 monnaies d'or et d'argent renfermées dans un pot en terre. D'après la datation des pièces, ce trésor a été enfoui vers 1360, période de la guerre de Cent Ans.
Sur 84 pièces d'or, on dénombre 5 écus de Philippe VI de Valois, 2 moutons d'or de Jean le Bon, un ducat vénitien et des florins. 
Le trésor est exposé au musée des Beaux-Arts de Lyon, dans la salle du Médailler.